# Шафрановый вьюрок
Шафрановый вьюрок, или шафрановый сикалис (лат. Sicalis flaveola), — певчая птица из семейства танагровых. Выделяют пять подвидов.

## Описание
Оперение самца жёлтого цвета с более тёмными крыльями и вершиной хвоста и оранжевым лбом. Оперение самки либо сверху бурого, а снизу белёсого цвета с жёлтой полосой на груди, либо это более бледная версия самца. Пение птицы мелодичное.

## Распространение
Шафрановый вьюрок живёт в саванне и буше за границей Амазонской низменности в Колумбии, Венесуэле, Эквадоре, Бразилии и Аргентине. Вид был завезён на часть территории Центральной Америки и Вест-Индии.

## Образ жизни
Это общительные птицы, которые образуют небольшие стаи в поисках семян на земле.

## Размножение
Птицы гнездятся в дуплах деревьев, в перекрытиях крыш домов, или в брошенных гнёздах других птиц. В кладке от 3 до 5 яиц. Самка высиживает яйца примерно 2 недели. В возрасте 14—17 дней молодые птицы становятся самостоятельными.